# Василиос Кирянис
Василиос Кирянис (на гръцки: Βασίλειος Κυργιάνης) е гръцки общественик и политик от първата половина на XX век.

## Биография
Роден е в 1838 година в Агиос Димитриос. Става виден деец на Катеринската гръцка община. В 1904 година е назначен от епископ Партений Китроски в комисия за построяването на нова училищна сграда в Катерини, а в 1905 – 1906 година става член на тричленна комисия за финансовата оценка на манастира „Свети Дионисий“. Той отпуска на Партений сумата от 1100 лири в 1912 година, за да построи нова епископска сграда.
Избиран е за общински съветник в Катерини в годините 1904 – 1905, 1907 и 1910. Назначен е за кмет на Катерини в 1915 година и е първият гръцки кмет на града, който служи до 1916 година.
Умира на 93-годишна възраст на 16 юни 1931 година.
Дъщеря му Анастасия (1876 – 1936) се жени за Димитриос Цалопулос през 1900 година.